# 18º Corpo d'armata (Ucraina)
Il 18º Corpo d'armata (in ucraino 18-й армійський корпус?, 18-j armijs'kyj korpus) è un corpo d'armata delle Forze terrestri ucraine.

## Storia
Il corpo è stato costituito nel marzo 2025 in seguito alla riforma delle Forze armate ucraine che prevede la transizione verso una struttura basata proprio sui comandi intermedi di corpo d'armata invece che sui gruppi tattici e operativi. Il 27 maggio ne è stato rivelato lo stemma ufficiale.

## Struttura
- Comando di corpo d'armata[3]
- 1ª Brigata meccanizzata pesante "Severia" (unità militare А1815)
- 156ª Brigata meccanizzata (unità militare A5003)

## Comandanti
- Colonnello Roman Darmohraj (aprile 2025 - in carica)[4]